# Vernier (Ginebra)
Vernier ([vɛʁnje]) es una ciudad y comuna suiza del cantón de Ginebra. Limita al norte con las comunas de Meyrin y Le Grand-Saconnex, al este con Ginebra y Lancy, al sur con Onex y Bernex, y al oeste con Satigny.